# Eugen Viehof
Karl Eugen Viehof (* 28. Februar 1916 in Mönchengladbach; † 5. Februar 2010) war ein deutscher Unternehmer.
Eugen Viehof gründete im Jahre 1962 zusammen mit seinem Schwager Gerhard Ackermans das Großhandelsgeschäft Selgross, aus dem später die Allkauf-Warenhäuser hervorgingen.
Im Jahre 1998 verkaufte Viehof seinen Einzelhandelskonzern für etwa 2,4 Milliarden Mark an die Metro-Gruppe. Aus dem Verkaufserlös wurde die Vibro-Beteiligungsgesellschaft (Kurzname „vibrogruppe“) gegründet.
Für seine unternehmerischen Leistungen erhielt er 1985 das Bundesverdienstkreuz am Bande.
Eugen Viehof hatte vier Söhne, die anlässlich seines 80. Geburtstags 1996 die Eugen Viehof-Stiftung gründeten. Aus dem Grundstockvermögen verleiht die Deutsche Schillerstiftung jährlich die Eugen Viehof-Ehrengabe für deutsche Schriftsteller.